# Морсе (муніципалітет)
Морсе (дан. Morsø) — муніципалітет у регіоні Північна Ютландія королівства Данія. Площа — 366.5 квадратних кілометрів. Адміністративний центр муніципалітету — місто Нюкебінг Морс.

## Населення
У 2012 році населення муніципалітету становило 21 474 особи.